# 캐나다흑꼬리도요

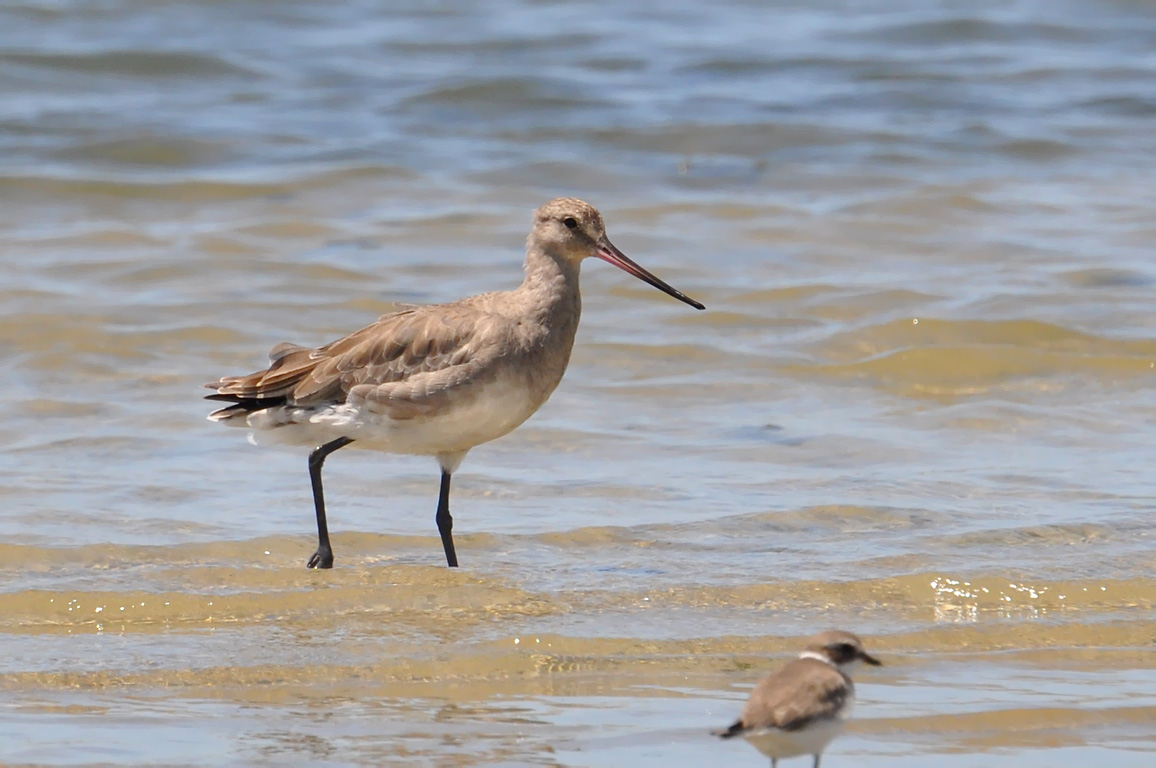
캐나다흑꼬리도요

캐나다흑꼬리도요(Hudsonian godwit, Limosa haemastica)는 도요과에 속하는 대형 섭금류이다. 리모사(Limosa)라는 속명은 라틴어에서 왔으며 "진흙투성이"를 의미하며 이는 "진흙"을 의미하는 limus에서 비롯되었다. 18세기에 이 새의 이름은 red-breasted godwit이었다. 현재의 영어명 Hudsonian godwit의 godwit은 1416~1417년에 처음 기록되었으며 새소리를 모방한 것으로 짐작된다.

## 개요
| 표준 측정치 | 표준 측정치                   |
| ----------- | ----------------------------- |
| 길이        | 14.5–16.7 in (370–420 mm)     |
| 몸무게      | 300 g (11 oz)                 |
| 날개 길이   | 29 in (740 mm)                |
| 날개        | 195.5–208.5 mm (7.70–8.21 in) |
| 꼬리        | 70–83.8 mm (2.76–3.30 in)     |
| 최고 키     | 68.2–81.2 mm (2.69–3.20 in)   |
| 위털        | 53.5–59.5 mm (2.11–2.34 in)   |